# Омрё, Артур
Артур Омрё (17 декабря 1887, Брунланес (ныне коммуна Ларвик) — 16 августа 1967, Порсгрунн) — норвежский писатель, автор романов и рассказов.
Родился в фюльке Вестфолл. Начав трудовую жизнь в 15 лет, успел поработать моряком и журналистом, некоторое время жил в США, работая конструктором, затем вернулся в Норвегию и работал инженером в Осло; позже открыл собственный бизнес по проектированию домов и импорту машин в норвежской столице, но обанкротился в 1922 году. С этого времени он не захотел более возвращаться к честному труду и начал жить жизнью преступника, занимаясь контрабандой, кражами и мошенничеством, неоднократно арестовывался и в итоге был осуждён на несколько лет заключения.
Выйдя из тюрьмы в 1935 году, Омрё решил стать писателем; его литературным дебютом стал роман о жизни контрабандистов, написанный в стиле «крутого детектива» и во многом отражавший его собственный жизненный опыт. Во второй половине 1930-х годов написал ещё несколько романов, в 1938 году был награждён премией Гульдендаля.